# Clitodora
Clitodora (griego antiguo: Κλυτοδώρας), en la mitología griega era una princesa de Troya, hija de Laomedonte. Era medio hermana de Príamo, Astioquia, Lampo, Hicetón, Clitio, Cillia, Proclia, Etilia, Medesicaste y Hesione. Fue reina de los Dardanelos, cuándo se casó con Asaraco, con quien fue madre de Capis.